# Beschorneria
Beschorneria Kunth – rodzaj roślin z rodziny szparagowatych. Obejmuje 8 gatunków występujących w Meksyku, Gwatemali i Hondurasie. Gatunek Beschorneria yuccoides został introdukowany do Argentyny i Nowej Zelandii.
Nazwa naukowa rodzaju została nadana na cześć Friedricha Beschornera, żyjącego w latach 1806-1873 niemieckiego lekarza i botanika, dyrektora Zakładu Psychiatrycznego w Owińskach w ówczesnej Prowincji Poznańskiej.

## Morfologia

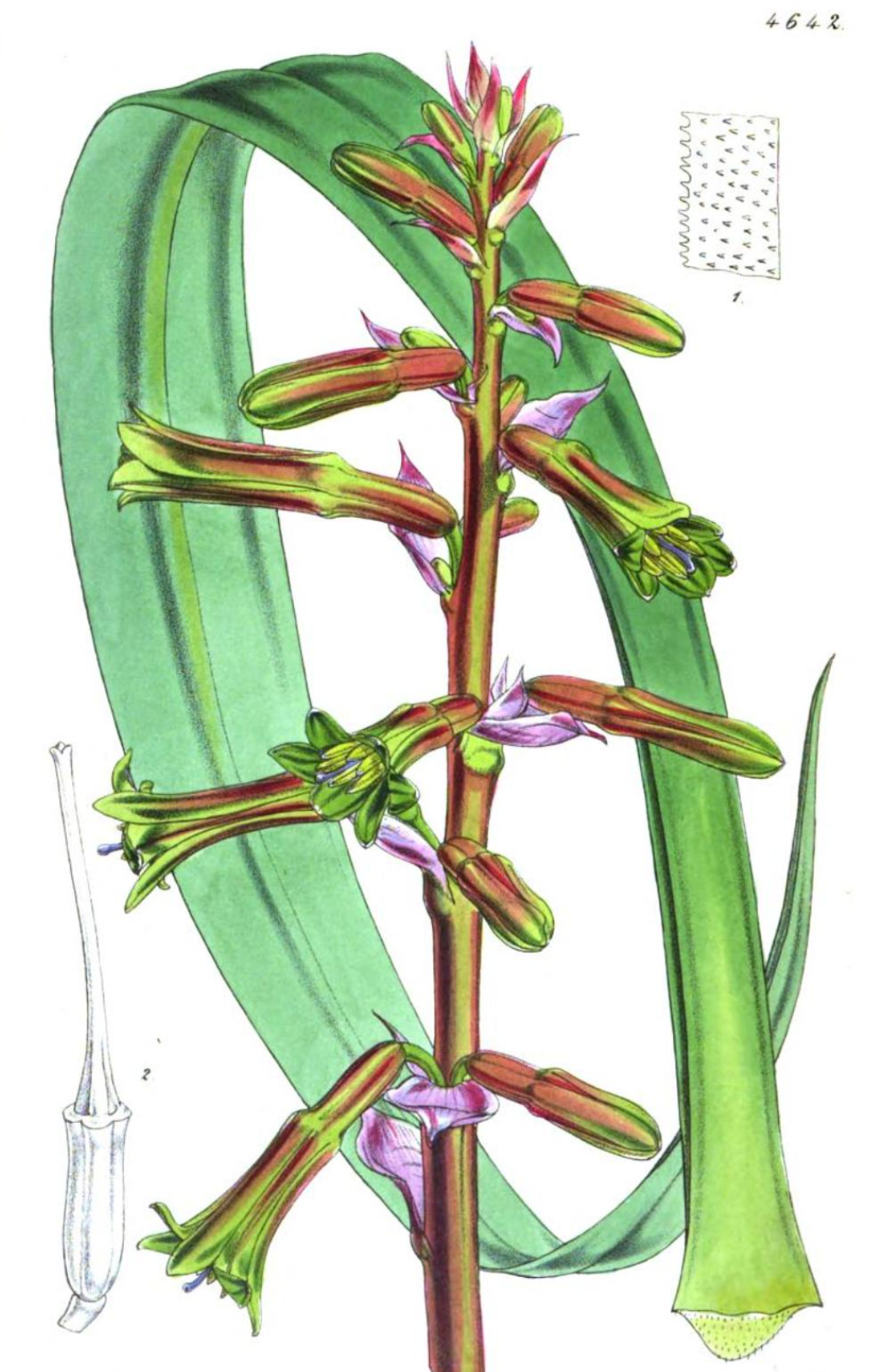
Beschorneria tubiflora

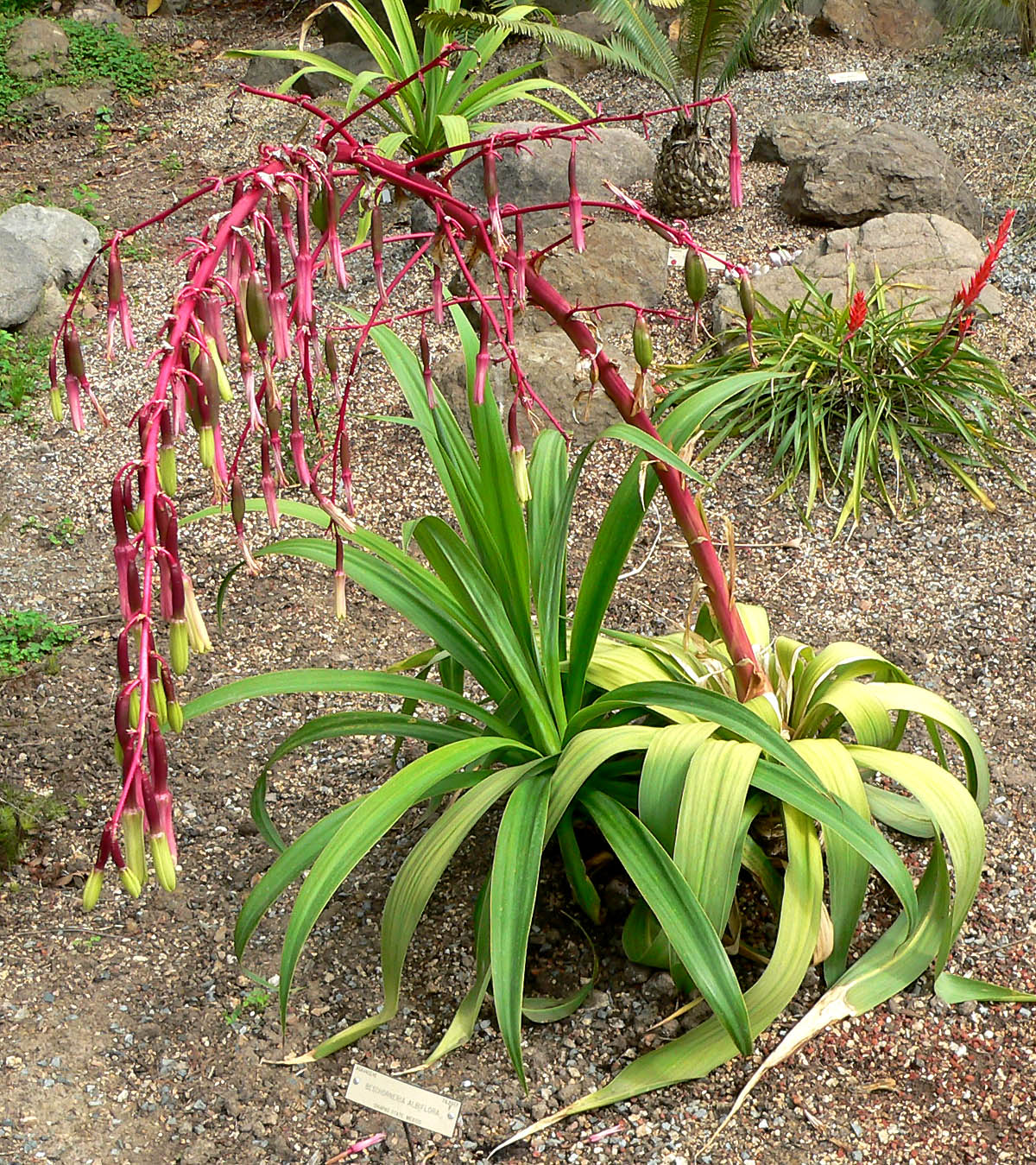
Beschorneria albiflora

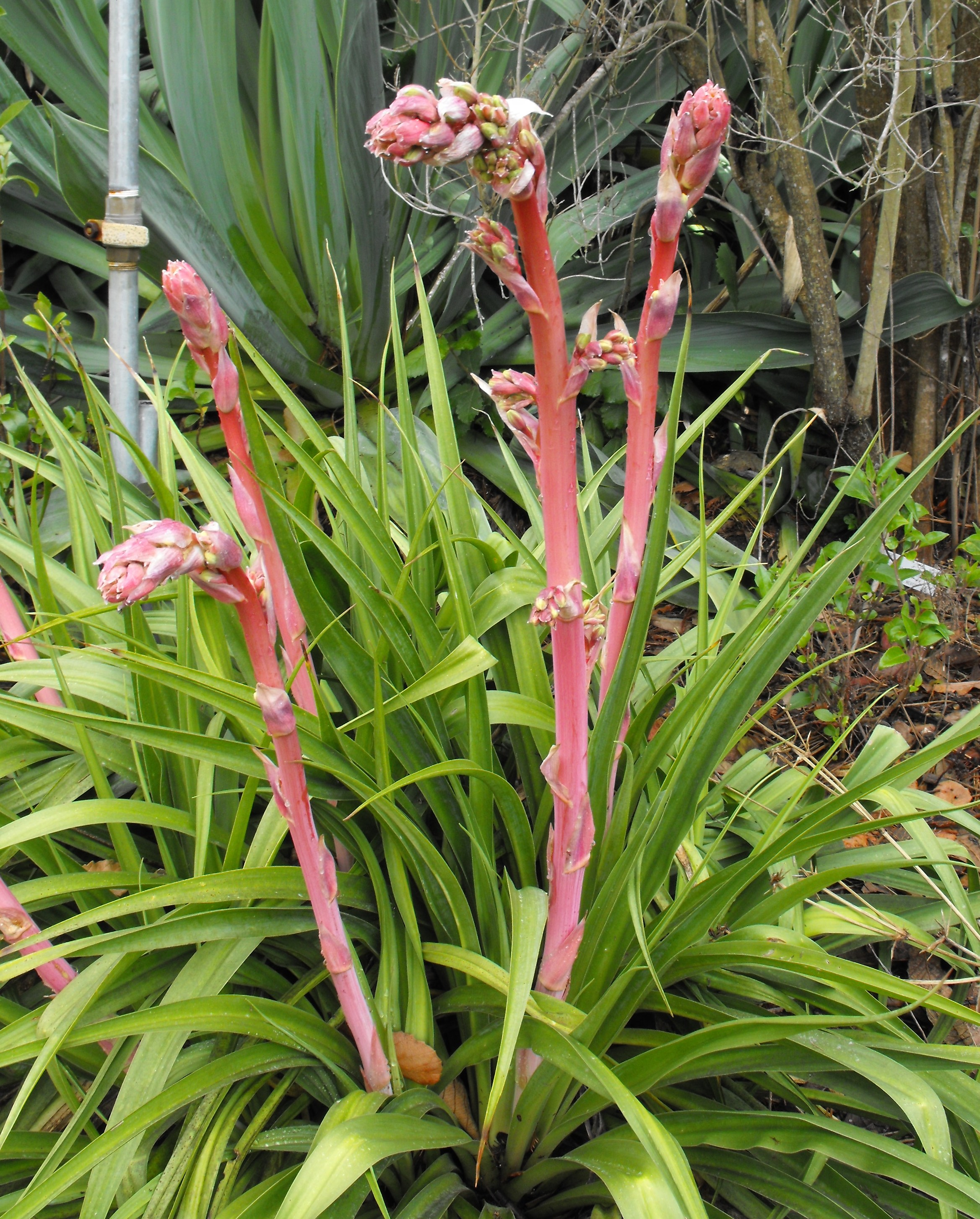
Beschorneria rigida

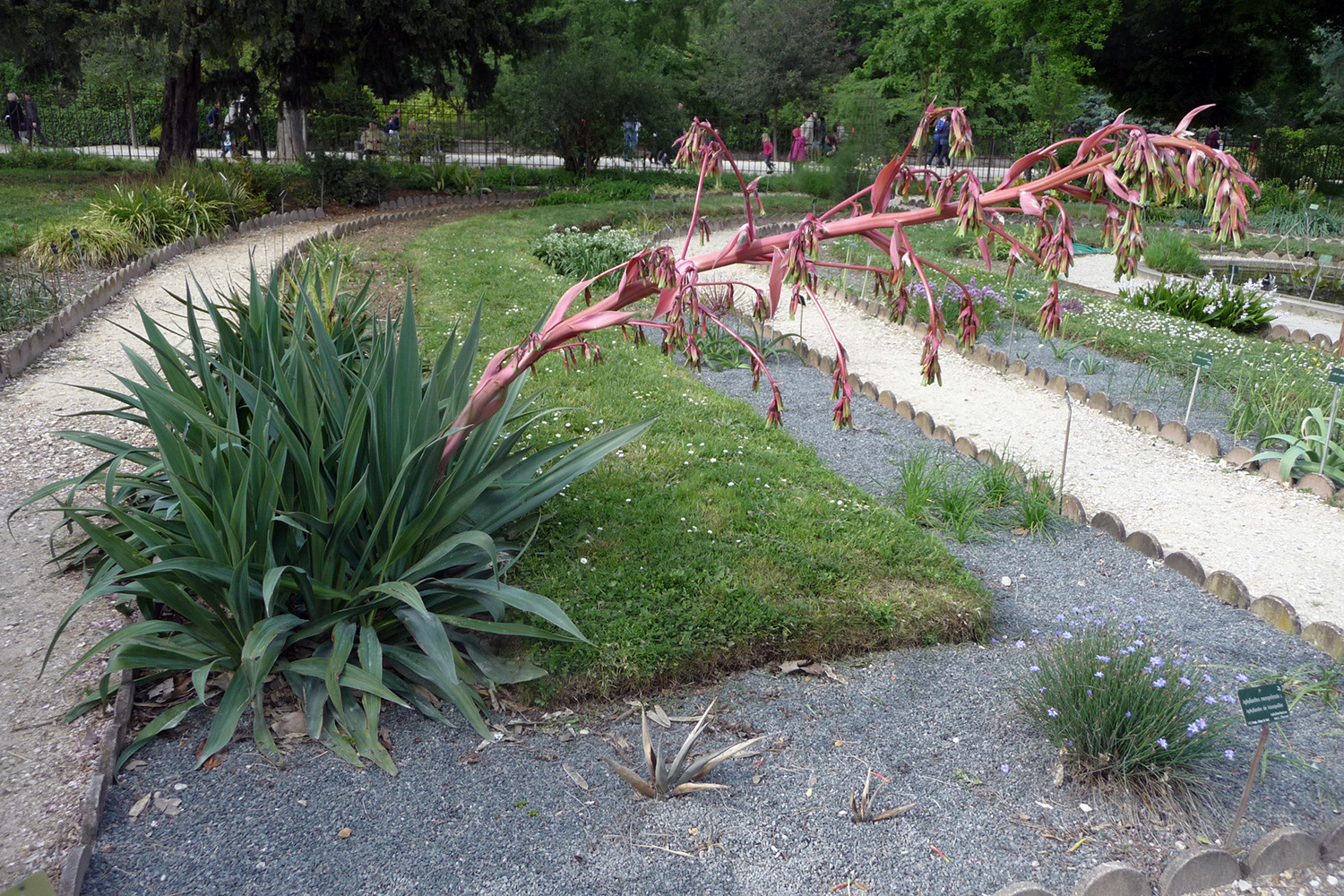
Beschorneria yuccoides

PokrójWieloletnie rośliny zielne, bezłodygowe, krótkołodygowe (B. wrightii) do łodygowo-drzewiastych (B. albiflora), tworzące kępy.
PędWłókniste do mięsistego, kurczliwe kłącze.
LiścieWzniesione lub opadające, równowąsko-lancetowate lub odwrotnie lancetowate, zwężone do nasady, o długości od 30 do 150 cm. Nasady poszerzone, tworzące pochwę. Blaszki liściowe łykowate, miękkie, ostrogrzbieciste, kanalikowate, przeważnie nagie lub niekiedy brodawkowate powyżej i/lub szorstkie poniżej, zielone do modrych, niekiedy owoszczone. Wierzchołki zakończone długim, miękkim wyrostkiem. Brzegi całe lub drobno ząbkowane.
KwiatyZebrane w grono lub wiechę z kilkoma rozgałęzieniami. Kwiatostany proste lub łukowato wygięte. Głąbik zielonkawy, różowy lub czerwonawy. Przysadki wydatne, czerwone, różowe lub żółte, szerokie i długie, lancetowate do jajowatych. Szypułki zgięte wierzchołkowo. Kwiaty zwisłe, promieniste, obupłciowe lub rzadziej funkcjonalnie jednopłciowe (u B. yuccoides), wyrastające pojedynczo lub w wiązkach od 2 do 5. Listki okwiatu lancetowate, niemal równej długości, wolne, ale zbiegające się w rurkę, zielonkawe, żółtawa, różowe lub czerwone, wierzchołkowo rozchylone, zielone, białawe lub żółtawe, odosiowo ostrorzbieciste, doosiowo brodawkowate lub krótko omszone. Nitki pręcików nitkowate, lekko zgrubiałe u nasady, brodawkowate, mniej więcej długości listków okwiatu, białawe lub zielonkawe. Pylniki podługowate, dołączone grzbietowo, obrotne, zielonkawe lub żółtawe. Pyłek uwalniany w monadach lub tetradach. Zalążnia dolna, podługowata, trójgraniasta, z sześcioma żebrami, trójkomorowa, naga lub rzadko omszona z trzema miodnikami położonymi przegrodowo. Szyjka słupka nitkowata, brodawkowata, tej samej długości lub dłuższa od pręcików, u nasady nabrzmiała i nabiegła w trzy grzbiety. Znamię słupka nieco trójwrębne, brodawkowate, rzadko orzęsione.
OwoceWzniesione lub zwisłe, kulistawe lub maczugowate, trójgraniste, dziobowate torebki z pozostałościami listków okwiatu. Nasiona płasko-wypukłe, lśniąco czarne lub czarniawe.

## Biologia
RozwójGeofity ryzomowe. Zapylane przez kolibry i motyle zawisakowate.
SiedliskoOd skalistych lasów suchych do lasów mglistych.
GenetykaLiczba chromosomów 2n = 60.

## Systematyka
Pozycja systematycznaRodzaj z podrodziny agawowe Agavoideae z rodziny szparagowatych Asparagaceae.
Wykaz gatunków
- Beschorneria albiflora Matuda
- Beschorneria calcicola García-Mend.
- Beschorneria dubia Carrière
- Beschorneria rigida Rose
- Beschorneria septentrionalis García-Mend.
- Beschorneria tubiflora (Kunth & C.D.Bouché) Kunth
- Beschorneria wrightii Hook.f.
- Beschorneria yuccoides K.Koch

## Zastosowania
Rośliny ozdobneBeschorneria yuccoides jest uprawiana w krajach o ciepłym klimacie jako roślina ogrodowa. Kwitnie późną wiosną i latem. Rozrasta się w kępy. Wymaga stanowiska słonecznego do częściowo zacienionego, dobrze przepuszczalnej gleby i raczej sporadycznego podlewania. W Polsce nie może być uprawiana w gruncie (strefy mrozoodporności: 8-11). W uprawie spotyka się również inne gatunki tej rośliny.
Pozostałe zastosowaniaLiście niektórych gatunków są używane jako substytut mydła. Świeże kwiaty czasami są smażone z jajkami. Liście i kwiaty B. yuccoides są stosowane jako krople przeciw katarowi u owiec.